# Isobutyl acetat
Hợp chất hóa học isobutyl acetate, còn được gọi là 2-methylpropyl ethanoate (tên IUPAC) hoặc beta-methylpropyl acetate, là một dung môi thông dụng. Nó được sản xuất bằng cách este hóa từ isobutanol với axit axetic. Nó thường được dùng làm dung môi cho sơn và nitroxenlulo axetat. Giống như đa số các este, nó có mùi trái cây hoặc mùi hoa ở nồng độ thấp. Ở nồng độ cao, mùi có thể là khó chịu và có thể gây ra các triệu chứng với hệ thần kinh trung ương trầm cảm như buồn nôn, chóng mặt và nhức đầu.
Một phương pháp phổ biến để tổng hợp isobutyl axetat là quá trình este hóa Fischer, theo đó, các tiền chất là rượu isobutyl alcohol và axit axetic được đun nóng với sự có mặt của một acid mạnh.
Isobutyl axetat có ba đồng phân: n-butyl axetat, tert-butyl axetat, và sec-butyl axetat, chúng cũng là những dung môi phổ biến.